# Cyclotorna experta
Cyclotorna experta là một loài bướm đêm thuộc họ Cyclotornidae. Nó được tìm thấy ở Úc.